# 萨姆·梅维斯
薩曼莎·瓊·梅維斯（英語：Samantha June Mewis，1992年10月9日—），前美国女子足球运动员，场上位置是中场。她曾代表美国国家队参加2020年夏季奥林匹克运动会足球比赛，获得一枚铜牌。她姊姊克麗絲蒂·梅維斯也是一名足球員，同樣效力美國國家女子足球隊。2024年1月，薩姆因為膝蓋無法負荷等身體因素原因宣布從足壇退役。

## 榮譽
UCLA棕熊
- NCAA第一級別女子足球錦標賽：2013年

西紐約快閃
- NWSL聯賽冠軍：2016年[6]

北卡羅萊納勇氣
- NWSL聯賽冠軍：2018年、2019年[6]
- NWSL銀盾獎：2017年、2018年、2019年[6]

曼城
- 英格蘭女子足總盃：2019–20年[6]

美國U20
- 國際足協U20女子世界盃冠軍：2012年[7]
- 中北美洲及加勒比海U20女子足球錦標賽（英语：CONCACAF Women's U-20 Championship）：2012年

美國
- 國際足協女子世界盃冠軍：2019年[8]
- 中北美洲及加勒比海女子足球錦標賽冠軍：2018年[9]
- 中北美洲及加勒比海女子奧運資格賽（英语：CONCACAF Women's Olympic Qualifying Tournament）冠軍：2016年[10]、2020年[11]
- 她相信盃（英语：SheBelieves Cup）冠軍：2016年[12]、2020年[13]
- 女子國家邀請賽（英语：Tournament of Nations）冠軍：2018年
- 夏季奧運銅牌：2020年

### 個人獎項
- 美國足球小姐：2020年[14]
- NWSL年度最佳陣容：2017年[15]
- ESPN足球網（英语：ESPN FC）女子球員排名：#1/50（2021年）[16]
- 女子英超PFA年度最佳陣容：2020–21年[17]
- 本田體育獎（英语：Honda Sports Award）：2015年[18]

## 外部連結
- Soccerway資料庫：萨姆·梅维斯
- 美國足協的薩姆·梅維斯 （页面存档备份，存于）
- 北卡羅萊納勇氣的薩姆·梅維斯
- UCLA棕熊的薩姆·梅維斯 （页面存档备份，存于）